# Otočić Sveti Ivan
Otočić Sveti Ivan är en ö i Kroatien.   Den ligger i länet Istrien, i den västra delen av landet, 200 km väster om huvudstaden Zagreb.